# Archiwista Polski
Archiwista Polski – kwartalnik wydawany od 1996 roku przez Stowarzyszenia Archiwistów Polskich. Redaktorem naczelnym jest Tadeusz Wujek. Pismo jest kontynuacja rocznika Archiwista.